# Relations entre la Bolivie et la Colombie
Les relations entre la Bolivie et la Colombie sont les relations actuelles et historiques entre ces deux pays. Les deux sont membres de l'Organisation des États américains et de la Communauté andine.

## Ambassades

### Colombie
L'ambassade de Colombie en Bolivie est située à La Paz. Elle a à sa tête l'ambassadeur de Colombie en Bolivie et est située dans le quartier Calacoto de La Paz.
Le consulat général de Colombie à La Paz se trouve également dans les locaux de l'ambassade.